# دهستان شهریاری (کوهرنگ)
دهستان بیرگان کوهرنگ
دهستان بیرگان به مرکزیت روستای شهریاری در بخش دوآب صمصامی از توابع شهرستان کوهرنگ در استان چهارمحال و بختیاری قرار دارد. براساس سرشماری مرکز آمار ایران در سال ۱۳۹۰، جمعیت آن ۵۷۴۴ نفر بوده‌است.
دهستان بیرگان از مجموع ۳۶ روستا کوچک و بزرگ تشکیل شده‌است مانند گل‌آباد، نصیرآباد، شهریاری، یاورآباد، دزک، موردل ،بید امین، حاجی جلیل و… می باشد. 
ساکنان بیرگان از ایل بختیاری هستند که بیشتر آن‌ها از طایفه شهنی، مالملی،  بهداروند ، نصیر، گمار، تردی و منجزی هستند که بیشتر به دامداری و کشاورزی مشغول هستند.

بیرگان در رشته‌کوه‌های زاگرس قرار گرفته‌است و به همین دلیل آب و هوای آن سرد بوده و با بارندگی شدیدی همراه است به گونه ای که در زمستان و تا اواسط‌ فصل بهار، کل کوه های اطرف بر اثر بارش برف سپید می‌شود. 
1. ↑  «نتایج سرشماری عمومی نفوس و مسکن ۱۳۹۰». درگاه ملی آمار ایران. بایگانی‌شده از اصلی در ۱ ژانویه ۲۰۱۳. دریافت‌شده در ۱ ژانویه ۲۰۱۳.